# 在日台湾人
在日台湾人（ざいにちたいわんじん）は、日本に在住する中華民国籍の人々である。

## 概要

### 人数
2020年12月現在、日本に中長期に滞在している民間の台湾人は5万5872人（上位8位）である。そのうち永住者及び特別永住者の台湾人は2万3376人であり、それ以外の台湾人が4万1397人である。台湾にルーツを持つ人々を含めた総数は10万人以上とみられる。

## 歴史
日本のすぐ南西にある台湾は、1895年～1945年の日本の台湾統治により、現在に至るまで密接な往来がある。このため日本に居住したり、帰化したりした台湾人は多い。台湾光復後は、台湾独立運動を支持して中国国民党政権に警戒され、金美齢のように事実上の亡命状態だった台湾人もいる。
「在日台湾人」という呼称はあくまで便宜上のもので、下記とおり元プロ野球選手・王貞治のように、中華民国籍者の中には中華民国統治時代の中国大陸から日本へ渡って来た華僑（およびその子孫）も少なからず存在している。彼らについては地域としての台湾とは全く関係がない。

### 2000年代
2006年の在日台湾人は4万863人だったが、2009年に台日特別パートナーシップが始まり、2010年には4万4432人に増加した。

### 2010年代
2000年代前半から台湾正名運動が始まった影響か、日本でも2012年7月の在留カード制度導入に伴い、中華民国国籍保有者は「台湾」と表記されるようになった。
2017年6月4日、新たな在日台湾人団体「全日本台湾連合会」（全台連）が発足し、設立パーティーには蔡英文総統からも祝辞が寄せられた。

### 2020年代
中国から統計で分離されて以降初めて在留者の人数が減少する。

## 在日台湾人の一覧
- 王貞治 （プロ野球選手・監督。母親は日本人、中華民国籍の日漢ハーフ。中華民国籍を持っているが同国で生活したことは無く、日本で生まれ育った。父親は浙江省の出身であり、地域としての台湾とは縁もゆかりもない）
- 王理恵 （王貞治の次女。父と同じく中華民国籍を持っているだけで、地域としての台湾とは縁もゆかりもない）
- 呉新亨 （プロ野球選手、プロ野球審判員、日本に帰化。日本名: 萩原寛）
- 林以文 （実業家・政治家、台湾の僑選立法委員2期、惠通企業社長、ヒューマックスグループ創業者）
- 李合珠 （実業家・政治家、台湾の僑選立法委員2期、日本中華聯合總会会長、東京大飯店創業者、紺綬褒章受章者）
- 王立誠 （囲碁棋士）
- 王銘琬 （囲碁棋士）
- 林海峰 （囲碁棋士）
- 張栩 （囲碁棋士）
- 楊嘉源 （囲碁棋士）
- 謝依旻 （囲碁棋士）
- 蓮舫 （政治家・参議院議員・元民進党代表、日本に帰化。民族名: 謝蓮舫、本名:齊藤蓮舫）
- 黄文雄 (評論家)
- 欧陽菲菲 （歌手）
- 大豊泰昭 （元プロ野球選手）
- のーでぃ （モデル）
- 舞川あいく（モデル・フォトグラファー、日本に帰化。本名：呉亜郁）
- 李琴峰 （作家）

## 関連文献
- 何義麟、「GHQ占領期における在日台湾人のメディア経営とその言論空間」『日本台湾学会報』17号、2015年, NAID 40020625611
- 何義麟、「戦後日本における台湾人華僑の苦悩: 国籍問題とそのアイデンティティの変容を中心として」『大原社会問題研究所雑誌』 2015年 679巻 p.21-34, 法政大学大原社会問題研究所
- 戦後在日台湾人の法的地位の変遷何義麟、『現代台湾研究』 第45号、2014
- 「在日台湾人」と日華断交何義麟、2012年度交流協会招聘研究者研究報告書、公益財団法人交流協会、2013
- 帝国臣民から在日華僑へ楊子震、『日本台湾学会報』14号、2012
- 黄嘉琪、「第二次世界大戦前後の日本における台湾出身者の定住化の一過程: ライフコースの視点から」『海港都市研究』 2008年 3号 p.129-141, doi:10.24546/81000036, 神戸大学文学部 海港都市研究センター
- 清河雅孝、「日本における台湾人の国籍表記に関する法的問題」『産大法学』 2007年 40巻 3/4号 p.535-554, 京都産業大学法学会
- 林建良「在日台湾人の国籍記載について」、『明日への選択』（発行・日本政策研究センター）2001年9月号